# Kittilä

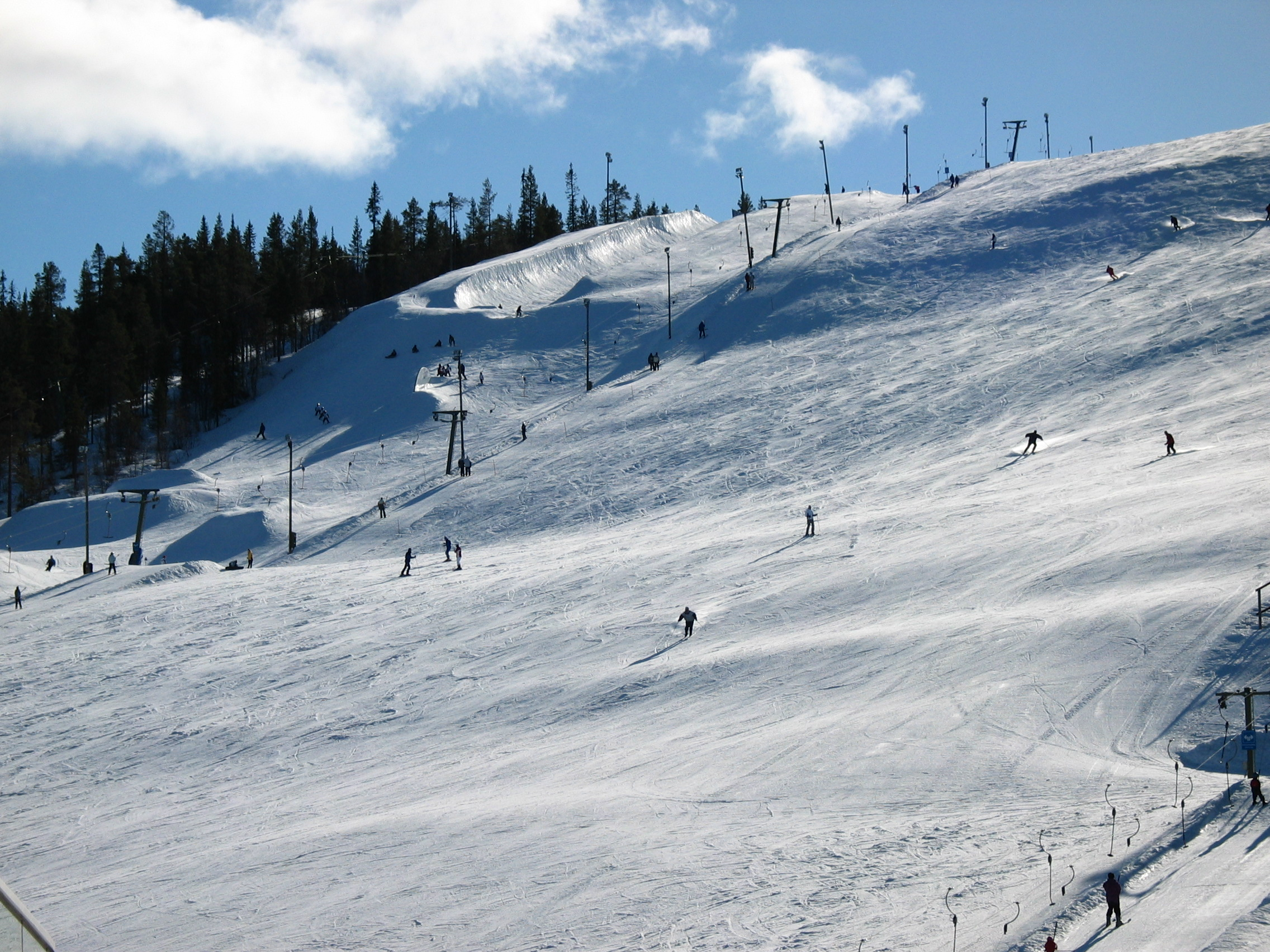
Khu trượt tuyết Levi ở Kittilä

Vị trí trong Phần Lan

Kittilä (tiếng Inari Sami: Kittâl, tiếng Bắc Sami: Gihttel) là một đô thị của Phần Lan, là một địa điểm nghỉ dưỡng nổi tiếng.
Đô thị này nằm ở tỉnh Lapland. Dân số là 5,820 người (năm 2003) với diện tích là 8.260,68 km² trong đó 153,85 km² là diện tích mặt nước. Mật độ dân số là 0,7 người mỗi km².
Khu trượt tuyết nổi tiếng Levi nằm ở Kittilä.
Sân bay Kittilä có các hãng Finnair, Blue1 và FinnComm đang hoạt động. Nhà ga bị hư hỏng nặng trong một trận hỏa hoạn ngày 27 tháng 7 năm 2006.

## Nhân vật nổi tiếng quê Kittilä
- Kalervo Palsa, nghệ sĩ
- Arto Paasilinna, tiểu thuyết gia sinh ra ở Kittilä
- Reidar Särestöniemi, nghệ sĩ
- Einari Junttila, artist[1]
- Reijo Raekallio, nghệ sĩ[2], nghệ sĩ